# Umbro

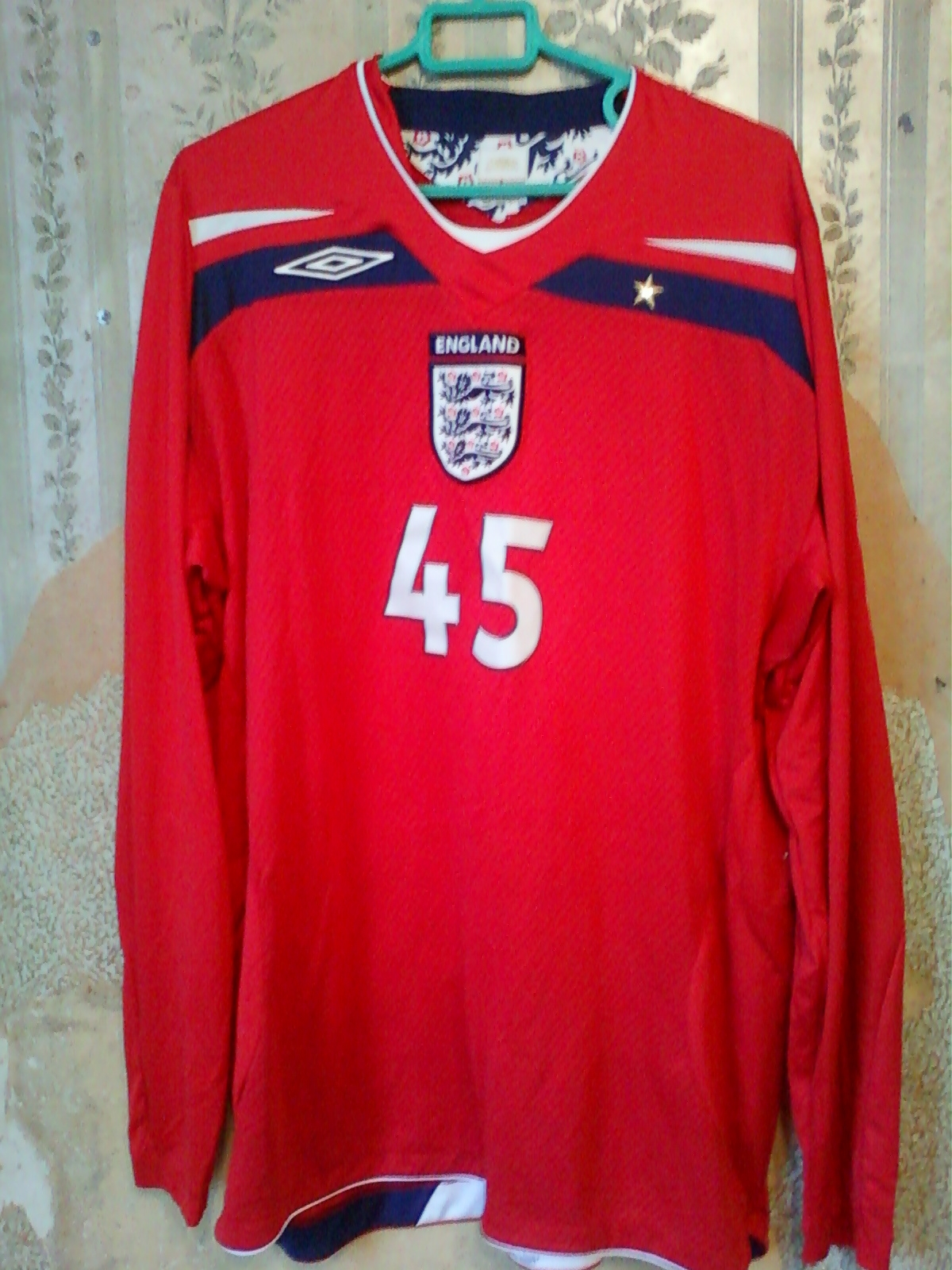
Anglický fotbalový dres vyrobený společností Umbro

Umbro je britská společnost sídlící v Cheadle (Velký Manchester). Společnost se zabývá výrobou sportovního oblečení, obuvi a vybavení.  

## Historie
Založena byla v roce 1924 bratry Haroldem a Wallacem Humphreysovými ve Wilmslow (hrabství Cheshire) jako Humphreys Brothers, ještě v témže roce se přejmenovala na Umbro. Malá firma zabývající se především krejčovskými výrobky a výplety tenisových raket rychle rostla a začala se věnovat sportovnímu oblečení, hlavně pro četné anglické fotbalové týmy. V období války firma vyráběla výstroj pro vojáky a tím si stále udržovala svůj provoz. Po válce pokračovala ve výrobě sportovního oblečení, její dresy oblékaly např. hráči Manchesteru United či Tottenhamu Hotspur. V roce 1952 společnost připravila oblečení pro britské účatníky XV. letních olympijských her v Helsinkách. V roce 1957 započala spolupráce s designerem a bývalým tenistou Tedem Tinlingem na návrzích sportovního oblečení pro tenisty. O rok později se výběr brazilských fotbalistů stal prvním vítězem mistrovství světa ve fotbale oblékající dresy značky Umbro.  
V roce 2007 americká společnost Nike oznámila záměr převzít firmu Umbro, který byl realizován v roce 2008 za částku 285 mil. £ (11,2 mld. Kč). V roce 2012 se Nike rozhodla více zaměřit na své tradiční značky a Umro prodat skupině Iconix Brand Group za 225 milionů dolarů (cca 4,3 mld. Kč). 